# عياض بن عاشور
عياض بن عاشور (بالفرنسية: Yadh Ben Achour)‏ ولد في 1 يونيو 1945، هو محامي وقانوني تونسي، متخصص في النظريات السياسية الإسلامية والقانون العام.
 عُيّنَ عياض بن عاشور بعد الثورة التونسية في 2011 كرئيس الهيئة العليا لتحقيق أهداف الثورة والإصلاح السياسي والانتقال الديمقراطي.

## السيرة الذاتية
ولد عياض بن عاشور لعائلة من المثقفين والقضاة وكبار المسؤولين من البرجوازية الكبيرة في تونس العاصمة، وهو ابن العالم والشيخ محمد الفاضل بن عاشور وحفيد العلّامة محمد الطاهر بن عاشور. عمل في منصب عميد كلية العلوم القانونية والسياسية والاجتماعية بتونس، و هوعضو مجلس الإدارة في الجامعة الدولية الفرنسية للتنمية الأفريقية (مصر). استقال في 1992 من منصبه في المجلس الدستوري للجمهورية التونسية، وأصبح معارضا شرسا لنظام الرئيس زين العابدين بن علي، وندد بشدة للاستفتاء الدستوري 2002 الذي سمح لبن علي بالترشح عدة مرات.

يدرس بن عاشور في معهد البحوث والدراسات حول العالم العربي والإسلامي في مرسيليا (فرنسا).

بعد الثورة التونسية في 2011، عيّن على رأس لجنة لإصلاح النصوص والمؤسسات، مكلفة بتخليص القانون التونسي من أحكام نظام المخلوع زين العابدين بن علي. هذه اللجنة اندمجت بعد ذلك مع عدة فرق ثورية وممثلي الأحزاب السياسية والجمعيات والمنظمات لتكوين مجلس حماية الثورة، ليصبح بعد ذلك بمدة وجيزة الهيئة العليا لتحقيق أهداف الثورة والإصلاح السياسي والانتقال الديمقراطي. انتخب رئيسا لهذه الهيئة، التي كلفت بتكوين مؤسسات تشرف على الانتقال الديمقراطي في تونس.

في 7 مايو 2012، عيّن كعضو في لجنة حقوق الإنسان للأمم المتحدة تعويضا لعبد الفتاح عمر الذي توفي في 2 يناير من نفس السنة. هو كذلك أحد الأعضاء المؤسسين للأكاديمية الدولية للقانون الدستوري، وعضو مؤسسة بيت الحكمة.

عياض بن عاشور هو أستاذ فخري لدى جامعة تونس، وهو فارس وسام الجمهورية في يوليو 1990، و ضابط وسام الاستحقاق للتربية في يوليو 1991. في 6 نوفمبر 2004، منح الدكتوراه الفخرية من جامعة لورانس في غريتر سودبوري (كندا) التي يشتغل فيها كأستاذ مشارك.
 في 23 نوفمبر 2011، تلقى شارة قائد وسام الجمهورية، كما أحرز على الجائزة الدولية للديمقراطية في بون (ألمانيا) لسنة 2012. تحصل خلال سنة 2017 على الدكتوراه الفخرية من جامعة إيكس مرسيليا و جامعة جنيف إلى جانب جائزة الطاهر الحداد للعلوم الاجتماعية.

## مؤلفاته
نشر عياض بن عاشور العديد من البحوث في كتب جماعية أو في مجلات متخصصة. كما ألف الكتب التالية :
- 2019: في اصول الأرتودكسية السنية، دار محمد علي للنشر، تونس. (بالفرنسية)
- 2017: أي إسلام  لأوروبا؟، دار لابور للنشر، جنيف. (بالفرنسية)
- 2016: تونس: ثورة في بلاد الإسلام، دار سراس للنشر، تونس. (بالفرنسية)
- 2011: الفاتحة الثانية. الإسلام وفكر حقوق الإنسان، Presses universitaires de France، باريس. (بالفرنسية)
- 2010: الإغراء الديمقراطي. السياسة والدين والقانون في العالم العربي، Ombre Corte، فيرونا. (بالايطالية)
- 2010: القانون الإداري، مركز النشر الجامعي، تونس العاصمة. (بالفرنسية)
- 2008: أسس المذهب السني، Presses universitaires de France، باريس. (بالفرنسية)
- 2008: حقوق الإنسان وعكسها. جوانب (عدد خاص)،، باريس. (بالفرنسية)
- 2005: المحكمة الأوروبية لحقوق الإنسان والحرية الدينية، Archives contemporaines، باريس. (بالفرنسية)
- 2005: مقدمة عامة في القانون، مركز النشر الجامعي، تونس العاصمة. (بالفرنسية)
- 2003: دور الحضارات في النظام الدولي: القانون والعلاقات الدولية، Bruylant، بروكسل. (بالفرنسية)
- 1998: الضمير والقانون: الروح المدنية والحقوق الحديثة، المركز الثقافي العربي، بيروت/الدار البيضاء.
- 1995: التقاضي الإداري، دار سراس للنشر، تونس العاصمة. (بالفرنسية)
- 1993: المعايير والإيمان وخصوصا القانون في الإسلام، دار سراس للنشر، تونس العاصمة. (بالفرنسية)
- 1992: السياسة والدين والقانون في العالم العربي، دار سراس للنشر، تونس العاصمة. (بالفرنسية)
- 1980: الدولة الجديدة والفلسفة السياسية والقانونية الغربية، مكتبة القانون والعلوم السياسية والاقتصادية، تونس العاصمة. (بالفرنسية)

## الأوسمة والتشريفات
- الصنف الأول من الوسام الوطني للاستحقاق (تونس).
- الصنف الثاني من وسام الجمهورية (تونس).
- قائد وسام السعفات الأكاديمية (فرنسا).